# Fratel
Fratel es una freguesia portuguesa del concelho de Vila Velha de Ródão, con 97,86 km² de superficie y  habitantes (2001). Su densidad de población es de 7,8 hab/km².